# Polonnaruwa
Polonnaruwa (singalès - පොළොන්නරුව o també පුලස්තිපුර; en tàmil - பொலநறுவை o també புளத்தி நகரம்) també conegut com a Pulathisipura i Vijayarajapura a l'antiguitat, és la ciutat principal del districte de Polonnaruwa, a la Província Central del Nord de Sri Lanka. La ciutat moderna de Polonnaruwa també es coneix com a Ciutat Nova, i l'altra part de Polonnaruwa continua sent la ciutat antiga reial del Regne de Polonnaruwa.
Polonnaruwa, el segon més antic de tots els regnes de Sri Lanka, va ser establert per primera vegada com a lloc militar pel regne singalès. Va ser rebatejat com a Jananathamangalam per la dinastia Chola després de la seva exitosa invasió de l'aleshores capital del país, , al segle X. L'antiga ciutat de Polonnaruwa ha estat declarada Patrimoni de la Humanitat.
La Polonnaruwa moderna està experimentant un important projecte de desenvolupament conegut com el "Despertar de Polonnaruwa", promogut per l'expresident Maithripala Sirisena. Preveu el desenvolupament de tots els sectors de Polonnaruwa incloent carreteres, electricitat, agricultura, educació, salut i medi ambient.
Està inscrita a la llista del Patrimoni de la Humanitat de la UNESCO des del 1982.

## Etimologia
El nom Polonnaruwa és d'origen desconegut. La seva forma tàmil, Pulainari, s'esmenta a les inscripcions tàmils de la dinastia Chola trobades a Polonnaruwa. El nom era potser una contracció del seu nom antic Pulastya nagara o Pulatti nakaram que significa ciutat del savi hindú Pulastya.
Va ser rebatejat sota el domini Chola com a Jananathapuram o Jananathamangalam. El lloc va ser conegut més tard com Vijayarajapuram tal com s'esmenta als registres de Jayabahu I, que probablement es va derivar del nom de Vijayabahu I.

## Demogràfic
Polonnaruwa té majoria singalesa. Els musulmans formen el segon grup més gran. També hi ha un petit nombre de tàmils de Sri Lanka i tàmils indis. Altres grups inclouen Burgher i Malay.

## Història
Polonnaruwa va ser establert per primera vegada com a lloc militar pel regne singalès. I va ser rebatejat com a Jananathamangalam per la dinastia Chola després de la seva exitosa invasió del país al segle X. Raja Raja Chola I va construir Vanavan Mahadevisvaram, un temple de Shiva a Polonnaruwa que porta el nom de la seva reina, que actualment es coneix com a Siva Devale. El temple, entre d'altres, contenia estàtues de bronze de Ganesha i Parvati. Les parts del nord i el centre de Sri Lanka estaven en aquest període governades per Rajendra Chola I directament com a província de Chola. No obstant això, després de l'any 1070 dC es va acabar amb el domini Chola a l'illa, i Polonnaruwa va ser capturat per Vijayabahu I de Polonnaruwa també conegut com a Vijayabahu el gran.
Partint de Mahanagakula al sud del riu Walawe, Vijayabahu va enviar tres exèrcits per atacar Polonnaruwa des de tres fronts. Un exèrcit va ser enviat al llarg de la costa occidental del país fins al port de Mahathittha per fer front a qualsevol reforç que arribés del sud de l'Índia. Després, una part d'aquest exèrcit es va desplaçar cap a Polonnaruwa i va atacar des del nord-oest. Un segon exèrcit va ser enviat des de l'est, travessant Magama, per atacar Polonnaruwa des de l'est. La tercera i principal força va avançar per tot el país, dirigida pel rei. Envoltat per aquests tres exèrcits, Polonnaruwa va ser assetjada durant set mesos abans que les forces del rei Vijayabahu entressin a la ciutat. L'any 1070, Vijayabahu es va convertir en el governant de Polonnaruwa. En aquella època Sri Lanka era coneguda com a Thambapanni.
El comerç i l'agricultura van florir sota el patrocini del famós net del rei Vijayabahu I de Polonnaruwa, el rei Prakramabahu el Gran. Per tant, durant el regnat de Parakramabahu es van construir sistemes de reg molt superiors als de l'era d'Anuradhapura, que fins avui subministren l'aigua necessària per al cultiu de l'arrossar durant l'estació seca abrasadora a l'est del país. El més gran d'aquests sistemes és el Parakrama Samudra o el Mar de Parakrama que també s'utilitzava com a gran fondeig de vaixells a través del riu Mahaweli. El Regne de Polonnaruwa era completament autosuficient durant el regnat del rei Parakramabahu.
Els altres monarques de Polonnaruwa van formar més aliances matrimonials amb regnes més forts del Sud de l'Índia fins que aquests vincles matrimonials van substituir el llinatge reial local. Això va provocar una invasió del senyor de la guerra de la dinastia Aryacakravarti Kalinga Magha el 1214, que va suposar la destrucció total de les metròpolis d'Anuradhapura i Polonnaruwa per mitjà del foc.

## Actualitat
Avui l'antiga ciutat de Polonnaruwa segueix sent una de les ciutats relíquies arqueològiques millor planificades del país, testimoni de la disciplina i la grandesa dels primers governants del Regne. La seva bellesa també es va utilitzar com a teló de fons per filmar escenes del vídeo musical de Duran Duran Save a Prayer el 1982. L'antiga ciutat de Polonnaruwa ha estat declarada Patrimoni de la Humanitat per la UNESCO.
A prop de la ciutat antiga, hi ha un petit poble amb diversos hotels i algunes botigues brillants, i llocs per satisfer les necessitats del dia a dia. Hi ha institucions governamentals en una zona de nova construcció anomenada "Ciutat Nova", a uns 6 km del poble i de la carretera principal. L'escola més gran del districte, Polonnaruwa Royal Central College es troba a la ciutat nova.
Polonnaruwa és la segona ciutat més gran de la província central del nord, però és coneguda com una de les ciutats més netes i boniques del país. L'entorn verd, les construccions antigues sorprenents, el Parakrama Samudra (un enorme llac construït l'any 1200) i els atractius hotels turístics i la gent hospitalària, el converteixen en un punt d'interès turístic.
Un altre atractiu per als turistes és la població de macacos de còfia de la ciutat. Els micos han estat vivint a les ruïnes des de l'ocupació humana i han continuat prosperant-hi molt de temps després que els humans marxessin.